# Benz & Cie.
Pour les articles homonymes, voir Benz.
Benz & Cie. était un constructeur automobile allemand, fondé par Carl Benz en 1883.

## Historique

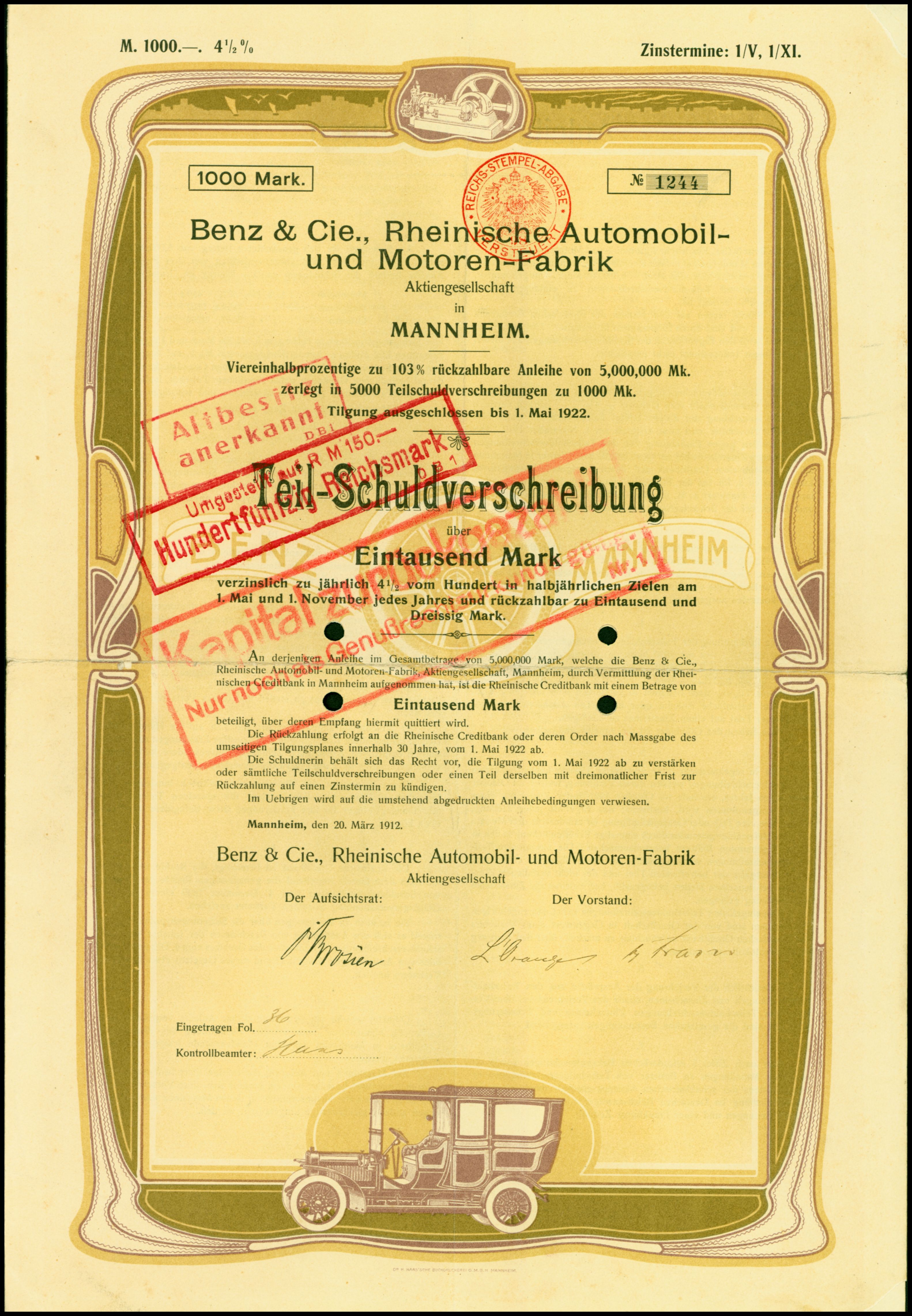
Obligation de Benz & Cie., publiée en 1912

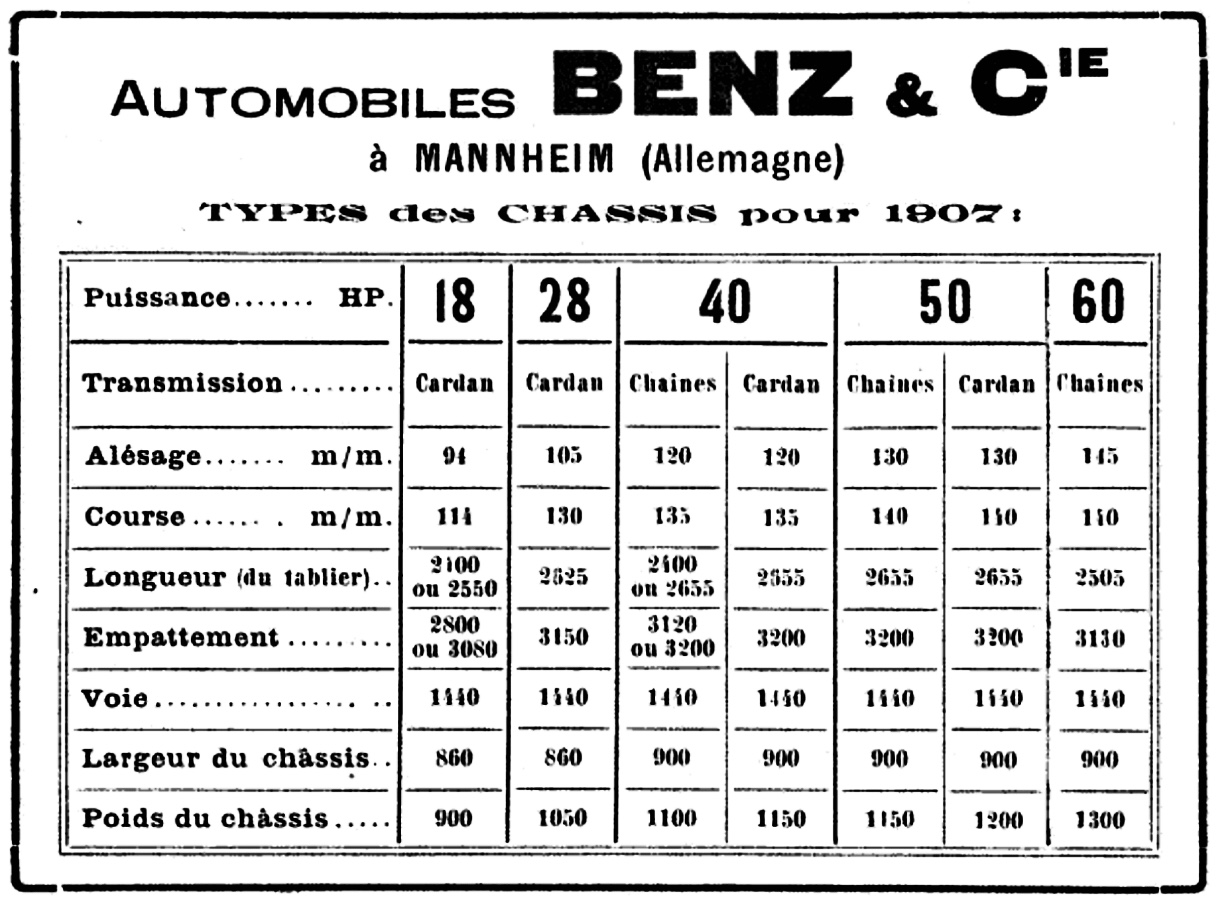
Benz & Cie. (1907).

Le 28 juin 1926, Daimler-Motoren-Gesellschaft (Mercédès) et Benz & Cie. fusionnent en la marque « Mercedes-Benz AG ».

## Galerie photos

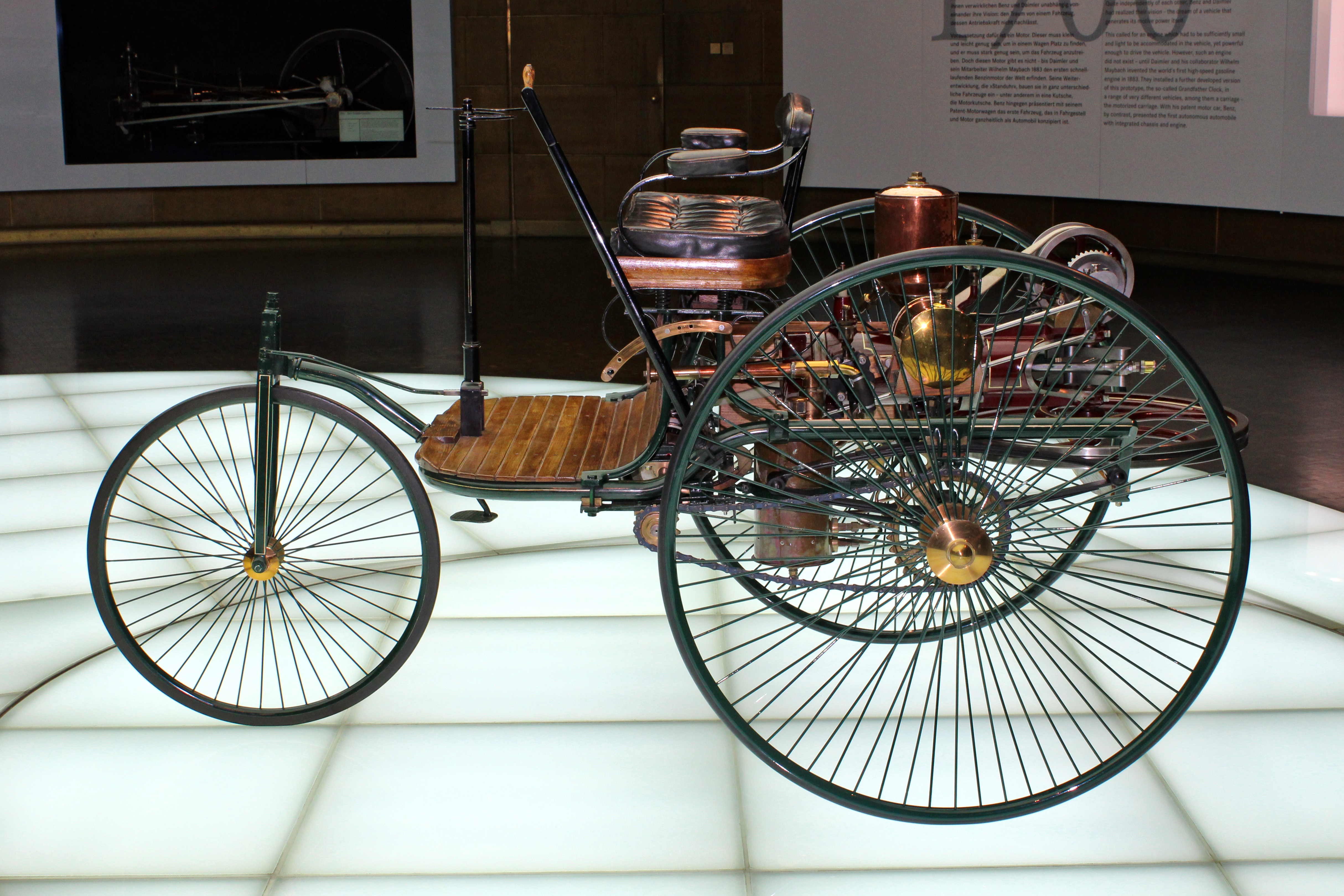
La Benz Patent Motorwagen (1886)
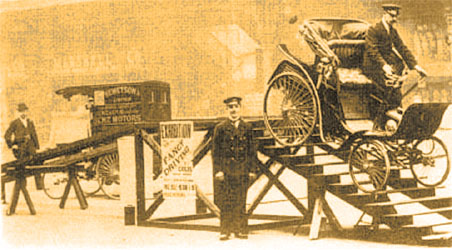
Présentation du Benz Velo à Londres (1898)
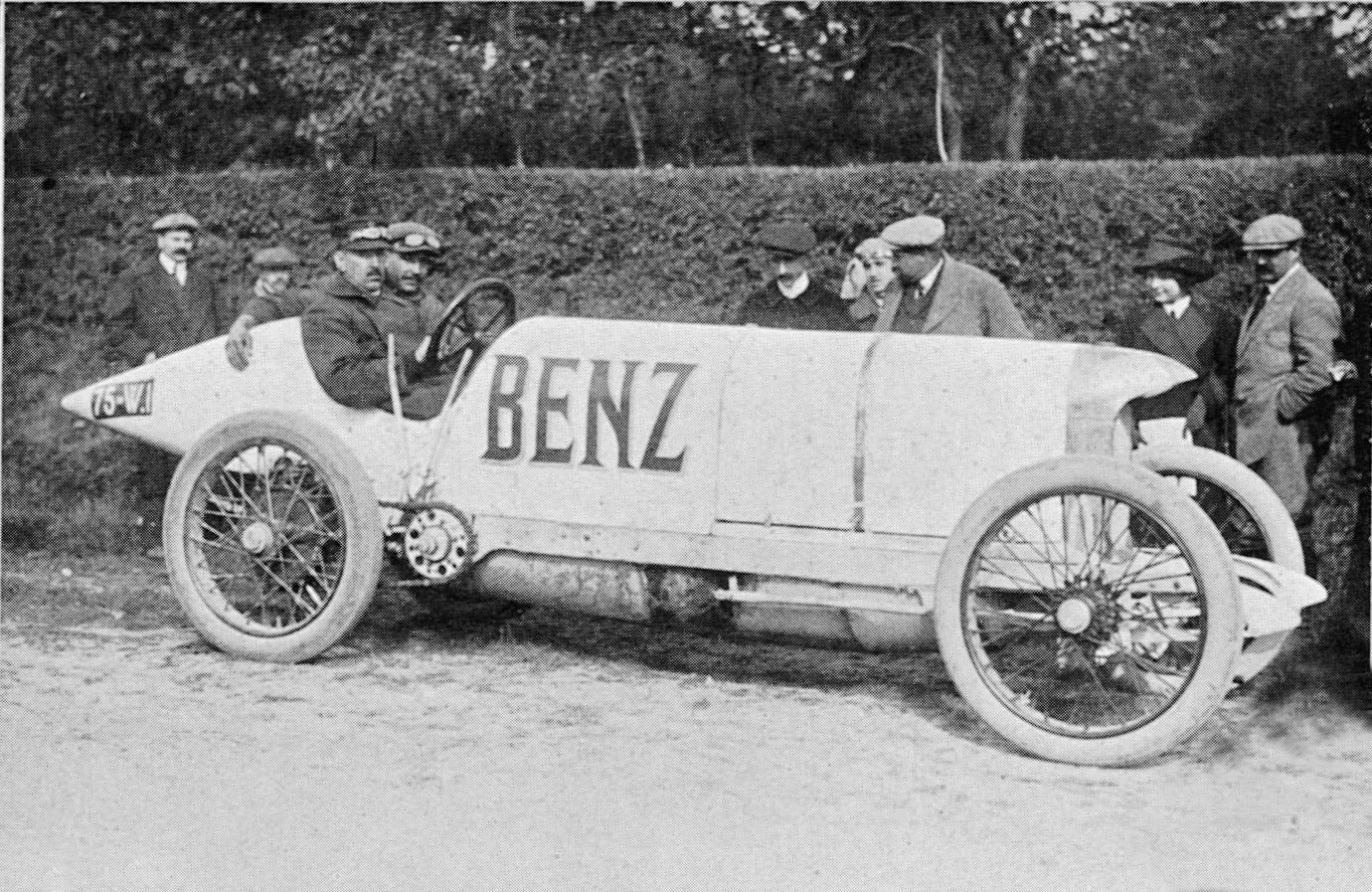
Blitzen-Benz (1909)
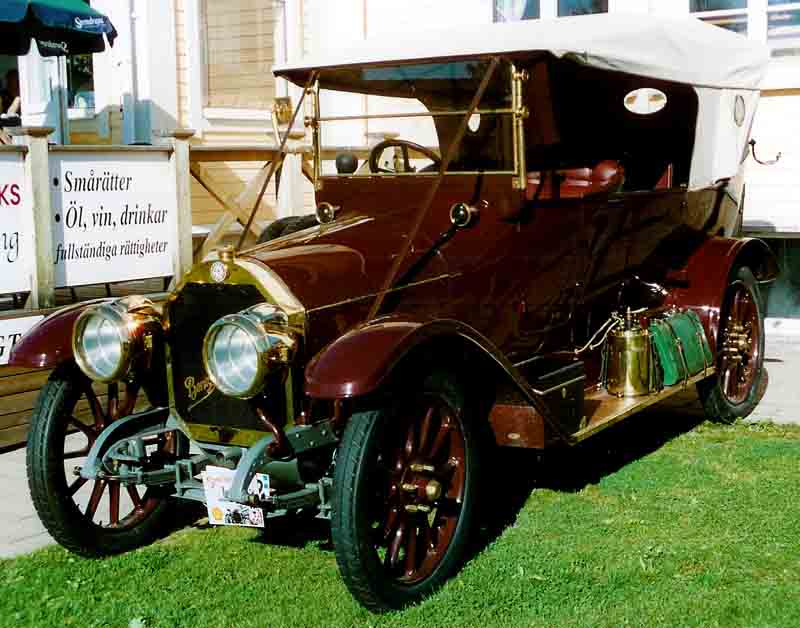
Benz 16/40 PS (1913)
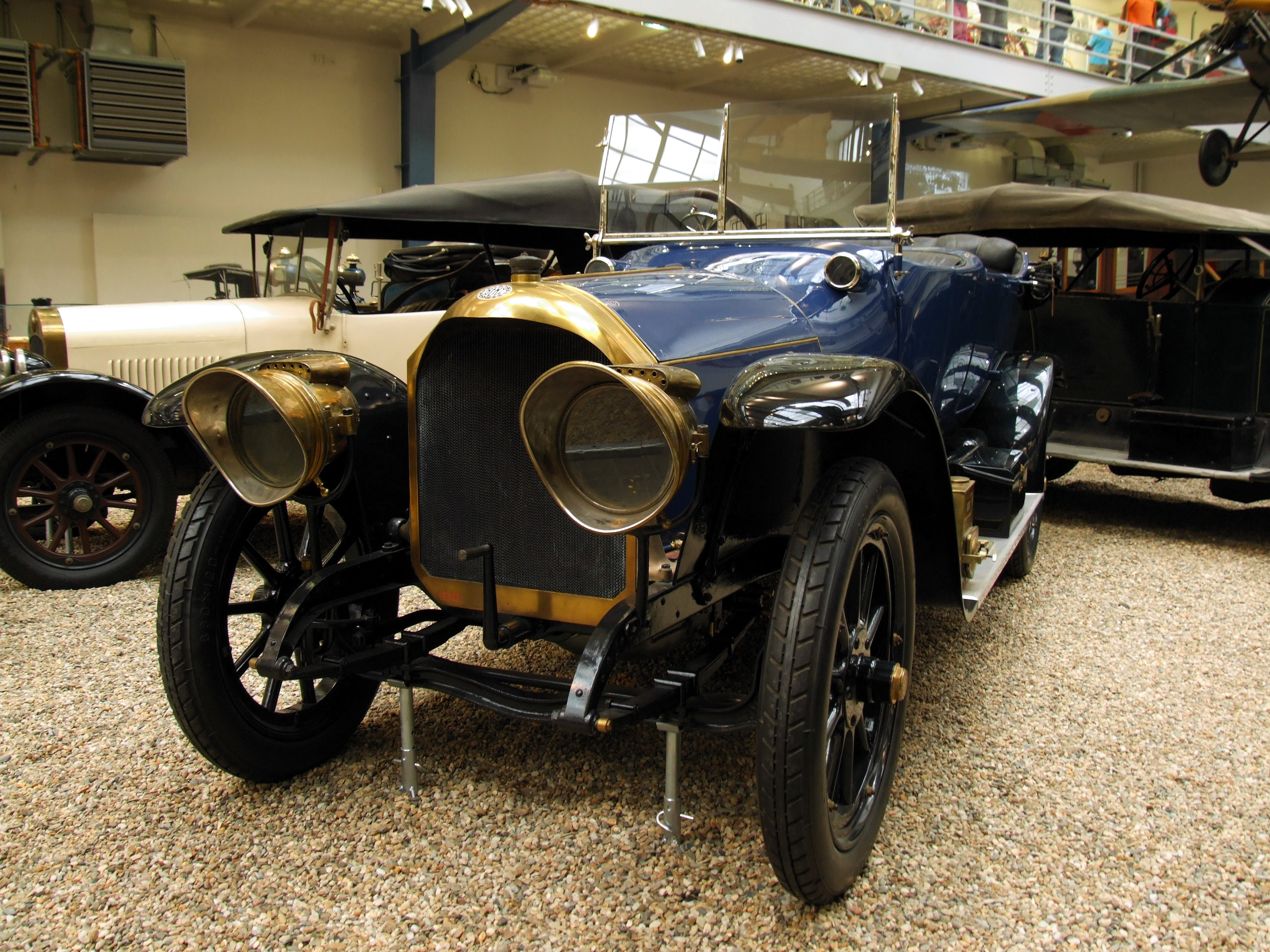
Benz 16/40 HP (1914)
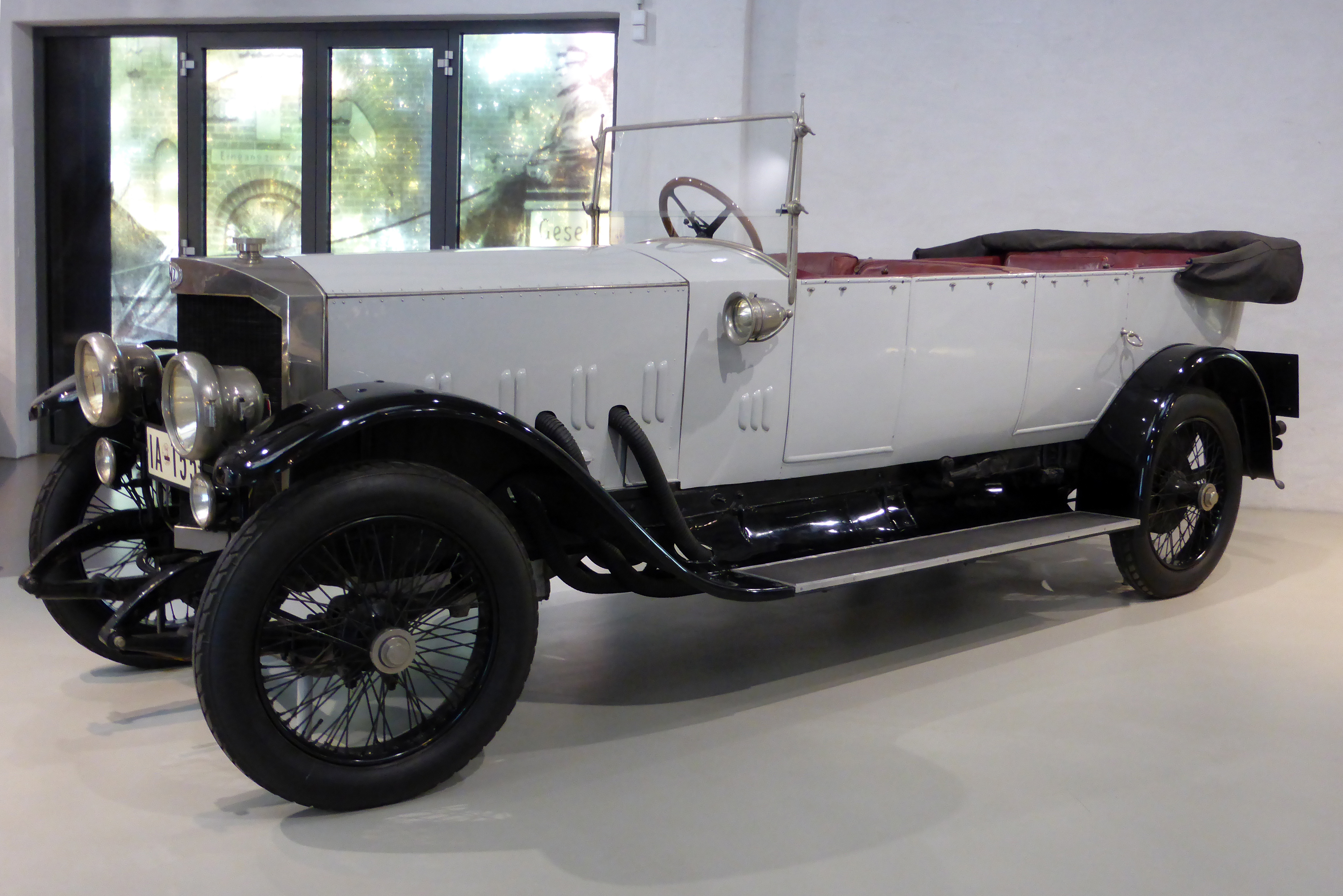
Benz 21/50 PS (1914)